# Legge Spazzacorrotti
La legge 9 gennaio 2019, n. 3 (detta legge spazzacorrotti) è una norma della Repubblica Italiana in tema di contrasto alla corruzione, emanata durante il governo Conte I,  su iniziativa dell’allora ministro della giustizia Alfonso Bonafede (M5S).
La legge apporta modifiche al codice penale e al codice di procedura penale con l’obiettivo di potenziare l’attività di prevenzione, accertamento e repressione dei delitti contro la pubblica amministrazione italiana. È entrata in vigore il 31 gennaio 2019, dopo essere stata approvata in via definitiva dalla Camera il 18 dicembre 2018 con 304 voti favorevoli, 106 contrari, 19 astenuti. La sua entrata in vigore ha risolto molte delle numerose raccomandazioni del GRECO (Gruppo di Stati contro la corruzione) nei confronti dell'Italia in materia di corruzione.

## Contenuti e innovazioni

### Gli strumenti investigativi
Dal punto di vista degli strumenti investigativi, l’intervento legislativo modifica la disciplina delle operazioni di polizia sotto copertura al contrasto di alcuni reati contro la P.A. disciplinando la figura dell'"agente sotto copertura". Viene ampliata, inoltre, la sfera d’utilizzo nei procedimenti per reati contro la P.a. delle intercettazioni, anche mediante dispositivi elettronici portatili (come ad esempio software di tipo trojan).

### Le sanzioni
Riguardo alle sanzioni, la norma prevede l’innalzamento delle pene per i reati di corruzione per l'esercizio della funzione (si passa da 1-6 anni a 3-8 anni) e di appropriazione indebita (dalla reclusione fino a 3 anni e multa fino a euro 1032 si passa alla reclusione da 2 a 5 anni e alla multa da 1.000 a 3.000 euro). Uno degli elementi principali riguarda il Daspo per i corrotti, ovvero l'incapacità di contrattare con la pubblica amministrazione italiana e l'interdizione dai pubblici uffici. Queste ultime, diventano perpetue in caso di condanna superiore a 2 anni di reclusione. La legge ha ampliato l’elenco dei reati contro la pubblica amministrazione cui consegue la pena accessoria dell’interdizione perpetua dai pubblici uffici.
La riabilitazione, inoltre, non produce effetti sulle pene accessorie perpetue: decorsi almeno 7 anni dalla riabilitazione, è prevista l'estinzione della pena accessoria solo nel caso in cui il condannato abbia dato “prove effettive e costanti di buona condotta”.
È prevista una causa di non punibilità per chi collabora con la giustizia, purché vi sia confessione spontanea da parte dell'interessato prima di aver notizia delle indagini a proprio carico e comunque entro 4 mesi dalla commissione del reato. I reati di corruzione tra privati e istigazione alla corruzione tra privati diventano perseguibili d’ufficio.

### Modifiche all'ordinamento penitenziario
La legge ha introdotto modifiche anche all'ordinamento penitenziario italiano: i condannati per alcuni reati contro la pubblica amministrazione non potranno accedere ai benefici carcerari e alle misure alternative alla detenzione.

### Disposizioni sui partiti politici
La legge introduce una serie di norme stringenti sulle donazioni ai movimenti politici così da favorire maggiore trasparenza e impedire giri di denaro occulti. Si stabilisce, infatti, che ogni donazione superiore ai 500 euro annui debba essere resa rendicontata, con la previsione di pubblicare online il nome del soggetto che la effettua.
I partiti e movimenti politici, le liste e candidati sindaci che partecipano alle elezioni nei comuni con più di 15.000 abitanti, devono annotare in apposito registro entro il mese successivo, per ogni contributo ricevuto, l'identità dell'erogante, l'entità del contributo o il valore della prestazione o di altra forma di sostegno e la data dell'erogazione; questi dati dovranno essere riportati nel rendiconto del partito o movimento politico e pubblicati sul relativo sito internet.
La legge ha previsto anche l'obbligo nei confronti di partiti e movimenti politici, delle liste elettorali, di pubblicare sul proprio sito internet il curriculum vitae dei candidati e il relativo certificato penale rilasciato dal casellario giudiziale non oltre novanta giorni prima della data fissata per la consultazione elettorale.

### Modifiche alla prescrizione
La norma ha modificato anche la disciplina dell’istituto della prescrizione, introducendo la sospensione del corso della prescrizione stessa dalla data di pronuncia della sentenza di primo grado (sia di condanna che di assoluzione) o dal decreto di condanna, fino alla data di esecutività della sentenza che definisce il giudizio o alla data di irrevocabilità del decreto penale.

## Riferimenti normativi
- Legge 9 gennaio 2019, n. 3 - Misure per il contrasto dei reati contro la pubblica amministrazione, nonché in materia di prescrizione del reato e in materia di trasparenza dei partiti e movimenti politici.